# Boniewo (Cuyavia y Pomerania)
Boniewo [pronunciación en polaco: /bɔˈɲevɔ/] (en alemán: Boningen) es un pueblo en el Distrito de Włocławek, Voivodato de Cuyavia y Pomerania, en el norte de Polonia. Es la sede de la gmina llamado Gmina Boniewo. Se encuentra aproximadamente 22 kilómetros al sudoeste de Włocławek y 64 kilómetros al sur de Toruń.